# Неогея

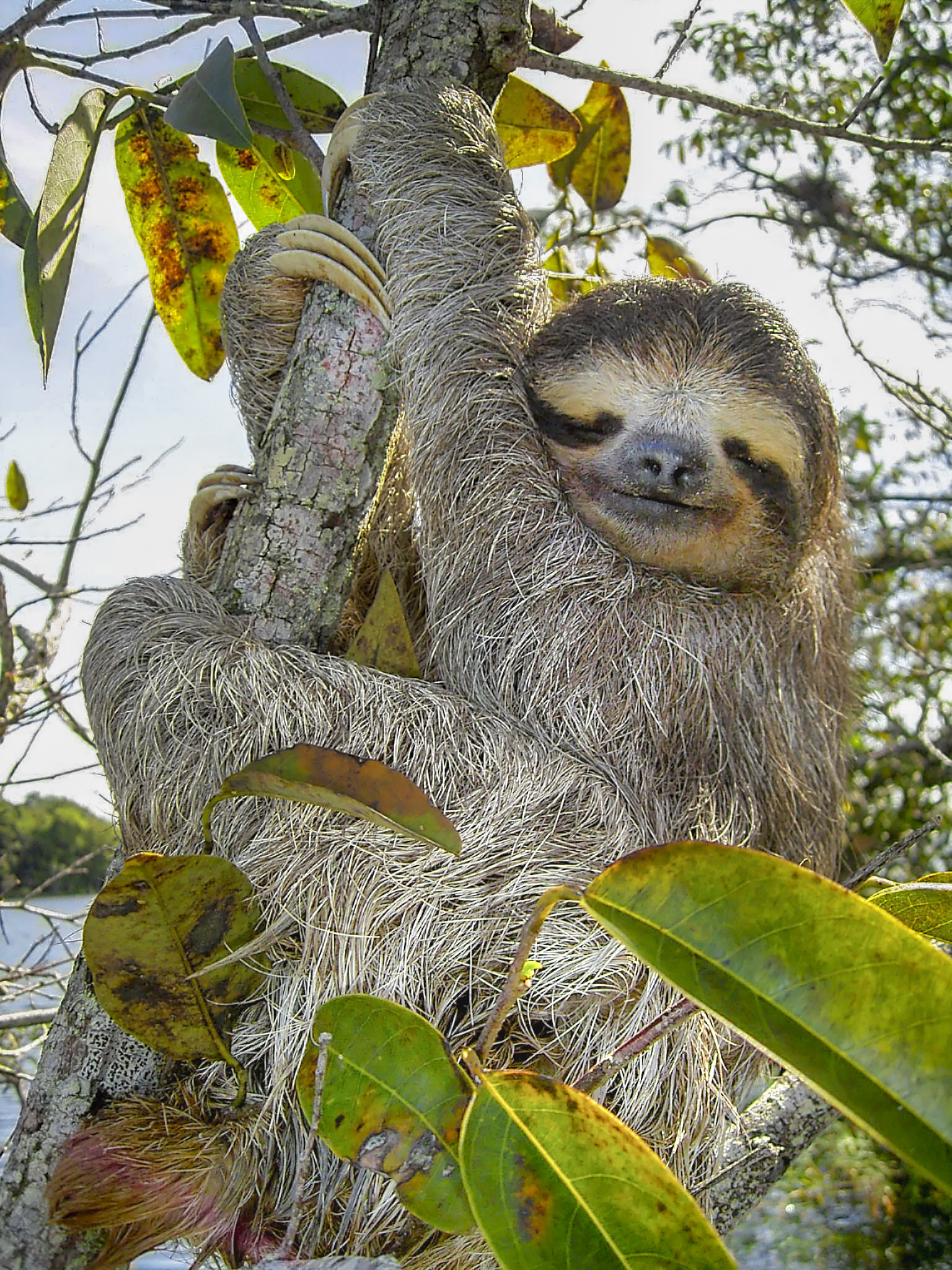
Лінивець Bradypus variegatus

Неогея (від нео… і грец. ge — земля) — одне з чотирьох фауністичних царств суходолу (також Нотогея, Палеогея і Арктогея).
Займає Південну і Центральну Америку, острови Вест-Індії.
Історія становлення фауни Неогеї подібна до такої Палеогеї. Після повного розпаду Гондвани розвиток наземних хребетних у Неогеї протягом багатьох років проходив в ізоляції. Поява Панамського перешийка в еоцені сприяла обміну видами між північно- і південноамериканськими фаунами.
Для багатої і різноманітної сучасної фауни Неогеї характерна наявність майже ендемічного ряду неповнозубих (лінивці, броненосці, мурахоїди), родини ценолестових та опосумів,широконосих мавп, ендемічних форм і груп гризунів (віскаша, шиншила). Серед птахів (близько ¼ видів від загального числа на Землі) ендемічними є нанду, тинаму, гоацини, паламедеї, кракси, тукани. Представниками стародавньої фауни є багато прісноводних риб та, можливо, більшість земноводних і плазунів. Єдина область Неогеї — Неотропічна — розділяється на 4 підобласті.